# اندیس تچاکان (۲)
تچاکان(۲) یک اندیس فلزی است که در حوالی شهر شیروان استان خراسان قرار دارد و مادهٔ معدنی موجود در آن، کرومیت است.  